# Hỗ trợ hấp dẫn

Sơ đồ quỹ đạo cho phép 2 tàu vũ trụ Voyager 1 và Voyager 2 của NASA đi qua 4 hành tinh khổng lồ của hệ Mặt Trời và đạt đủ tốc độ để thoát ra khỏi hệ này

Trong cơ học quỹ đạo và kỹ thuật vũ trụ, swing-by, gravitational slingshot, gravity assist maneuver là kỹ thuật các tàu vũ trụ sử dụng chuyển động tương đối và lợi dụng trọng lực của các hành tinh hay đối tượng thiên văn khác ngoài vũ trụ để đổi phương hướng và tăng vận tốc, và còn để giảm chi phí cùng với việc tiết kiệm nhiên liệu đẩy. Kết hợp việc lợi dụng sự chuyển động tròn của các thiên thể để thay đổi vận tốc nhanh hay chậm. Cũng có khi nó được gọi là fly-by, nhưng từ này thường được dùng để chỉ đến việc nó bay ngang qua các thiên thể.
Hỗ trợ hấp dẫn được sử dụng lần đầu tiên vào năm 1959 khi tàu thám hiểm Liên Xô Luna 3 chụp phía xa của Mặt trăng và nó được sử dụng bởi các tàu vũ trụ liên hành tinh từ Mariner 10 trở đi, bao gồm hai flybys (cú lướt qua) đáng chú ý của tàu thám hiểm Voyager qua sao Mộc và sao Thổ
Nhờ lợi dụng phương pháp này nên vào năm 1992, tàu vũ trụ Ulysses (được cơ quan hàng không Mỹ và châu Âu hợp tác chế tạo) đã sử dụng swing-by để thay đổi một góc vuông hướng tàu vũ trụ về phía Cực Nam của mặt trời.

Bức ảnh động về gia tốc swing-by. Đồ thị biểu thị sự biến hóa thời gian và tốc độ của tàu vũ trụ và mặt trời.

Ảnh động của việc giảm tốc swing-by。Phần năng lượng giảm tốc độ của tàu vũ trụ sẽ được truyền cho cảm tinh nhưng vì kích thước quá nhỏ so với cảm tinh nên hầu như không gây ảnh hưởng gì